# パンドラ (人形)

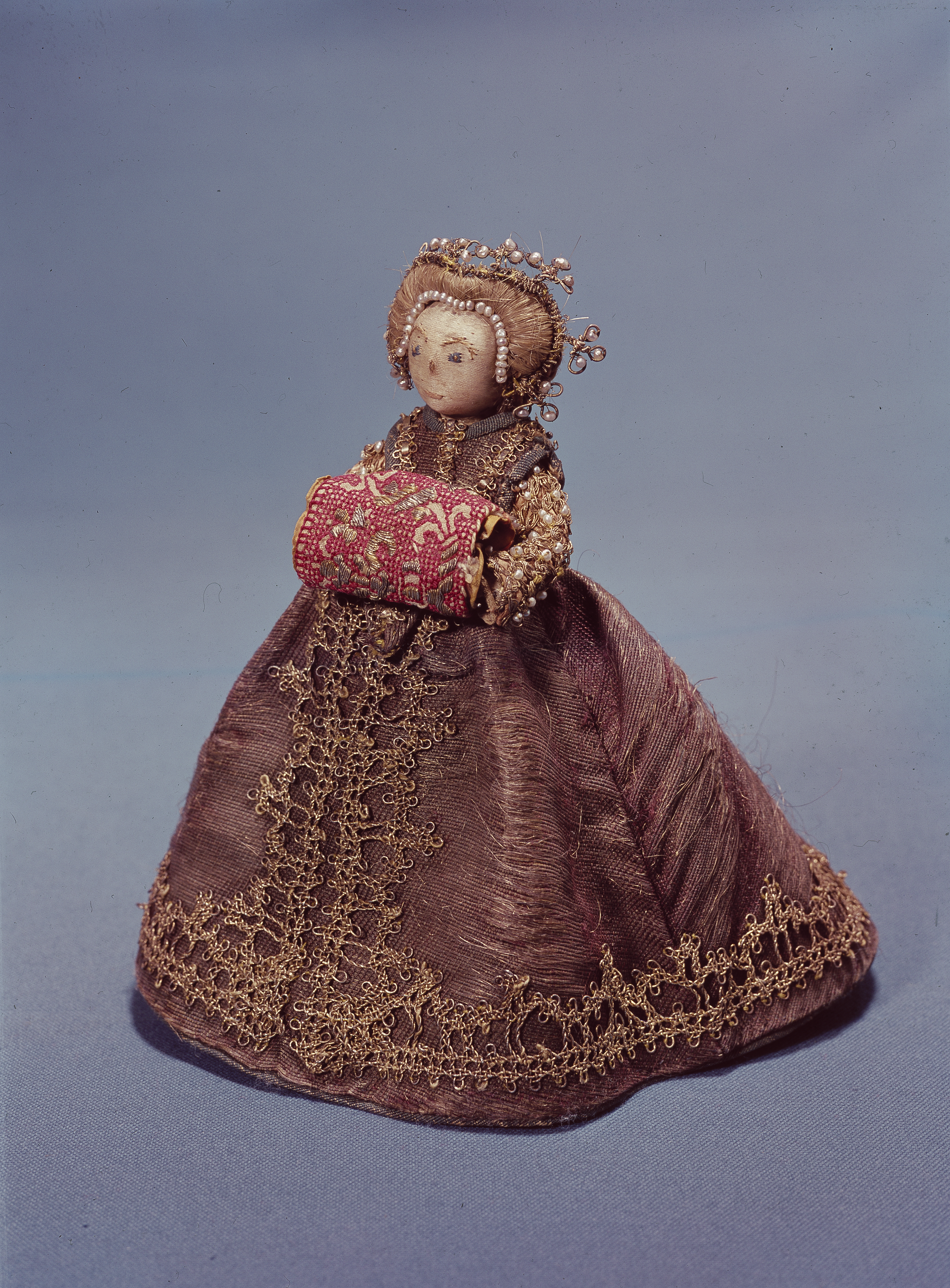
クリスティーネ・フォン・ホルシュタイン＝ゴットルプとカタリーナ・アヴ・スヴェーリエが所有していたパンドラ人形（1600年代
）

パンドラ（仏: pandore）とは、主に17世紀後半から18世紀後半にかけ、パリ・モードを諸外国へ紹介するためパリで制作された等身大および小型の人形。
14世紀のフランスでは既に、その最新ファッションを小さな蝋人形に着せてヴェネツィアに送っていた。これはファッション・ジャーナリズムの嚆矢とされている。17世紀後半、ルイ14世の時代にモードの中心がオランダからフランスへ移ると、フランスのファッション情報を伝えるメディアとして等身大および小型の人形が制作され、各国へ送られるようになった。これらのモード人形（ファッション・ドール）は、好奇心で開けた箱から諸悪が世界に広まったというギリシャ神話のエピソードになぞらえ、「パンドラ」と呼ばれた。
パンドラは、盛装を着た等身大の「大パンドラ」(grande pandore) と、略装（ネグリジェ、具体的には旅行着や室内着）を着た小型の「小パンドラ」(petite pandore) が作られた。小パンドラのプロポーションは、大パンドラのそれに準じた。いずれのパンドラも、衣服をピンで留めて整えるため、頭以外の胴体や四肢には白革が使われた。衣装から下着に至るまで、パンドラに着せる衣服はその季節のモードに忠実に従って仕立てられた。
パンドラは、現在も高級ブティック街として知られるフォーブール＝サントノレ通りで、当時の一流人形作家たちによって制作された。サロンの花形だった女流作家マドレーヌ・ド・スキュデリーもプロデュースに関わったことが知られる。完成したパンドラは毎月ロンドンへ送られ、さらにそこからイタリア、ドイツ、果てはロシアに至るまで、ヨーロッパ各国へ送られた。パンドラはたとえ戦争中であっても特別に通行手形が与えられ、スペイン継承戦争の最中であろうとその旅程が妨げられることは無かった。パンドラは1750年から南北戦争の頃までアメリカにも送られ、多くの婦人たちの注目を集めた。パリから遠く離れた地にあっても、ファッションに関心のある人々はパンドラによって、めまぐるしく変わるパリの最新モードに触れることができたのである。
1770年代からは本格的なファッション雑誌や流行年鑑が発達するようになり、伝達範囲で劣るパンドラは19世紀初期にかけてメディアとしての使命を終えていった。
各地に送られたパンドラはそのモードの時期が終わると針子たちに下げ渡され、多くは姿を消している。現存するパンドラは少ない。